# Hydraena sauteri
Hydraena sauteri är en skalbaggsart som beskrevs av Armand D'Orchymont 1913. Hydraena sauteri ingår i släktet Hydraena och familjen vattenbrynsbaggar. Inga underarter finns listade i Catalogue of Life.